# Евгений Васюков
Евгений Андреевич Васюков е съветски и руски шахматист, гросмайстор.
Председател на Съвета на ветераните на Руската шахматна федерация. Шахматен теоретик; автор на ред нови продължения в Испанска партия, Индийска защита, Английско начало и други дебюти. Шахматен журналист. Редактор на шахматния отдел на вестник „Вечерняя Москва“ от 1970 г. От 1954 г. е майстор на спорта на СССР по шахмат, от 1958 г. – международен майстор, а от 1961 г. – гросмайстор.

## Шахматна биография
Шесткратен шампион на Москва (1955, 1958, 1960, 1962 (1-2-ро място с Юрий Авербах), 1972, 1978). В състава на отбора на Москва е победител в спартакиадата на народите на СССР 1959, 1967, 1983. В състава на студентските команди на СССР е победител в Олимпиадите 1955 и 1956. Участник в 11 шампионата на СССР (от 1959); по-добри резултати: 1961 (ноември—декември) – 4-5-о (с Михаил Тал); 1967 – 3-5-о; 1968 – 6-10-о; 1972 (зонален турнир) – 6-7-о. Най-голям успеха достига през 1974 г., побеждавайки в кръговия международен турнир в Манила (преди Петросян, Ларсен, Портиш, Любоевич, Глигорич, Андерсон и други). По-добри резултати в други международни съревнования: Гота (1957) – 3-то; Москва (1959, 1961 и 1986) – 4-6-о, 1-2-ро и 1-3-то; Белград (1961), Берлин (1962) и Варна (1964, 1971) – 1-во; Поляница-Здруй (1965) – 1-2-ро; Рейкявик (1966, 1968 и 1980) – 2-ро, 1-2-ро и 5-о; Хейстингс (1965/1966 и 1978/1979) — 3-то и 2-5-о; Букурещ (1967) – 2-3-то; Амстердам (1969) – 3-то; Скопие – 1-2-ро; Вайк ан Зее (1973) – 3-то; Камагуей (1974) – 3-4-то; Сенфуегос (Куба)(1975) – 2-3-то; Ереван (1976) – 4-6-о; Залаегерсег (1977) – 1-во; Прага (1979/1980) — 1-2-ро; Бишкек (1983) – 2-ро; Делхи (1986) – 1-во; Атина (1987) – 1-2-ро място (107 участници).
Треньор е на сборния студентски отбор на СССР (1961), треньор-консултант на Анатолий Карпов в мачовете за световно първенство в (Багио 1978) и Москва (1984/1985). Треньор на олимпийския отбор на Унгария (1963), Монголия (1967), Полша (1972), Шри Ланка (1980) и Индия (1985 – 1986).
За Васюков, притежаващ остро тактическо зрение, е характерен стремеж към позиции с двустранни комбинационни възможности.

## Личен живот и смърт
Евгений Васюков е бил нееднократно женен. Има дъщеря Екатерина от брака си с Рената Донатовная Васюкова.
Васюков умира на 10 май 2018 г. на 85 години в Москва.

## Книги
- М. Чигорин, М., 1972 (съавтор).